# ۴ ربیع‌الاول
۴ ربیع‌الاول، چهارمین روز از ماه ربیع‌الاول در تقویم هجری قمری است.
در تقویم هجری قمری قراردادی این روز شصت و سومین روز سال است.

## زادگان
- ۵۳۲  - ابن قلاقس اسکندری، شاعر و کاتب مصری.